# Docteurs et Infirmières
Pour plus de détails, voir Fiche technique et Distribution.
Docteurs et Infirmières (titre original : Oberarzt Dr. Solm) est un film allemand réalisé par Paul May, sorti en 1955.
Il s'agit de l'adaptation du roman de Harald Baumgarten.

## Synopsis
Le Dr. Karl Solm est un médecin âgé compétent et ambitieux à la clinique privée du professeur Möllenhauer. Sa spécialité est la neurochirurgie, notamment la leucotomie, qui est controversée dans les milieux spécialisés. L'un de ses adversaires est le professeur Berding, psychiatre. Son fils souffre d'une maladie mentale organique. Lorsque les deux professeurs sont à un congrès médical en Amérique, Elisabeth Berding demande à Solm pour opérer son fils. Elle fournit également une déclaration de consentement de son mari. Claudia, la fille de Möllenhauer, qui représente son père dans la gestion de la clinique, a des doutes sur l'authenticité de la signature. Par mesure de précaution, elle télégraphie le professeur Berding et demande confirmation de son autorisation d'opérer. La réponse vient rapidement : non ! Mais Solm a déjà opéré.
De retour à la maison, Berding tente avec succès d'obstruer le travail de Solm à l'hôpital. Möllenhauer ne soutient plus non plus son médecin-chef. Finalement Solm démissionne.
Dans un village des Alpes bavaroises, Solm reprend le cabinet d'un médecin de campagne. Plus il travaille là-bas, plus il passe d'un médecin autrefois célèbre à un simple et humble assistant. Sa jeune infirmière Regine est d'une grande aide. Elle sent que son patron porte un secret incriminant avec lui. Elle recherche secrètement sur son passé afin de pouvoir l'assister au moment crucial. Un jour, Angelika Berding se présente à l'improviste dans le village de montagne et veut ramener le médecin. Elle a toujours été liée à lui par amour et espère maintenant que leur relation perdue depuis longtemps pourra être renouvelée. Le frère d'Angelika, Benvenuto, s'est rétabli après l'opération de Solm. Cependant, Solm s'est désintéressé de la fille de son adversaire. Il sait maintenant que son véritable amour n'appartient qu'à Regine.
En tant que médecin et personne changée, Solm retourne enfin dans son ancienne clinique de la ville, accompagné de Regine.

## Fiche technique
- Titre : Docteurs et Infirmières
- Titre original : Oberarzt Dr. Solm
- Réalisation : Paul May assisté d'Otto Meyer
- Scénario : Kurt Heuser, Ilse Lotz-Dupont (de)
- Musique : Norbert Schultze
- Direction artistique : Mathias Matthies (de), Karl Vollbrecht
- Costumes : Ursula Hey
- Photographie : Hans Schneeberger
- Montage : Heinz Haber
- Production : Paul May, Bernhard F. Schmidt
- Société de production : Delos-Film
- Société de distribution : Constantin Film
- Pays de production :  Allemagne de l'Ouest
- Langue : allemand
- Format : Noir et blanc - 1,37:1 - mono - 35 mm
- Genre : Dramatique
- Durée : 98 minutes
- Dates de sortie :
  - Allemagne de l'Ouest : 17 mars 1955.
  - Autriche : 17 mai 1955.
  - Allemagne de l'Est : 9 novembre 1956.

## Distribution
- Hans Söhnker (de) : Dr. Karl Solm
- Walther Suessenguth (de) : Professeur Berding, psychiatre
- Anna Dammann (de) : Elisabeth Berding, sa femme
- Sybil Werden : Angelika Berding, leur fille
- Hans Clarin : Benvenuto Berding, son fils
- Fritz Hintz-Fabricius : Professeur Möllenhauer
- Ilse Steppat : Claudia, sa fille
- Wolfgang Preiss : Dr. Hartung, médecin-assistant
- Hans Caninenberg (de) : Peter Lauritz
- Karola Ebeling : Evchen, demi-sœur de Solm
- Harald Juhnke (de) : Konrad, demi-frère de Solm
- Antje Weisgerber (de) : Regine, infirmière
- Alexa von Porembsky : Franziska, infirmière
- Heinrich Gretler : Dr. Leopold
- Franziska Kinz : Innocenzia, infirmière-chef
- Sepp Rist : Dinkelsbacher, paysan
- Carla Rust : Sophie Dinkelsbacher, sa femme
- Peter Fischer : Xaver Dinkelsbacher, leur fils

## Source de traduction
- (de) Cet article est partiellement ou en totalité issu de l’article de Wikipédia en allemand intitulé « Oberarzt Dr. Solm » (voir la liste des auteurs).